# L'amante misteriosa
L'amante misteriosa (The Intimate Stranger) è un film del 1955 diretto da Joseph Losey con lo pseudonimo di Joseph Walton. Altre fonti riportano come pseudonimo Alec Snowden, in realtà produttore della pellicola. Il film è conosciuto anche col titolo Finger of Guilt.

## Trama
Il produttore cinematografico Reggie Wilson confessa al dottore di temere di avere una doppia personalità: uno dei suoi Io ignorerebbe totalmente le azioni dell'altro Io. E comincia a raccontare.
Da qualche tempo Reggie riceve lettere – con timbro postale di Newcastle - di una tale Evelyn Stewart, che minaccia di compiere azioni inconsulte se l'uomo continuerà ad ignorarla. Reggie non conosce questa donna, ma non si rivolge alla polizia perché – stando anche all'opinione di Ben Case, proprietario dello stabilimento di produzione cinematografica londinese in cui egli lavora, nonché suo suocero – il tutto avrebbe costituito una cattiva pubblicità per l'azienda.
Per rintracciare la stalker un giorno Reggie si reca a Newcastle in compagnia della moglie Lesley, alla quale vuole dimostrare di non avere (avuto mai) nulla a che fare con questa Evelyn. Ma dall'incontro dei tre appare evidente che Evelyn conosce bene Reggie (ha persino in casa una foto dell'uomo con dedica); anche nel successivo colloquio chiarificatore che Evelyn e Reggie hanno con un funzionario di polizia (Reggie avrebbe voluto denunciare la donna, ma desiste rendendosi conto che nelle sue lettere non si profilava – almeno ai tempi – alcun reato) risulta che il resoconto che la donna fa del suo passato, anche recente, con Reggie, è del tutto plausibile. L'uomo è dibattuto fra la rabbia per l'impostura di Evelyn e il dubbio sulla propria sanità mentale. La moglie, dopo aver visto che suo marito ed Evelyn, usciti dal posto di polizia, si recano insieme – per motivi pertanto piuttosto fortuiti - in un pub, lo lascia, e torna ad abitare col padre.
Il dottore consiglia a Reggie un lungo periodo di astensione dal lavoro e di tranquillità: non ce n'è bisogno, perché Ben Case lo licenzia. Prima di lasciare il suo ufficio negli studios londinesi, Reggie nota Evelyn aggirarsi negli ampli cortili dell'azienda, la segue, ed assiste – non visto – ad un colloquio fra Ben e la donna, nel corso del quale Evelyn ammette che la storia del suo passato con Reggie era tutta una montatura, ed accusa Ben – che nega recisamente – di averla orchestrata per liberarsi del genero (Ben, in effetti, almeno inizialmente era contrario al matrimonio di Reggie con la figlia Lesley). Emerge inoltre che Evelyn – un'attrice di secondo piano - avrebbe avuto l'incarico di effettuare la messinscena riguardante Reggie, in cambio di una parte in una produzione ventura, da tale Ernest Chaple, un regista alle dipendenze di Ben.
Evelyn si reca quindi – per reclamare quanto le era stato promesso - nel teatro di posa dove Ernest Chaple sta lavorando ad un film: per un'inavvertenza, i microfoni della stanzetta di montaggio nella quale i due si incontrano erano stati lasciati accesi, e il loro colloquio viene trasmesso all'intero ambiente circostante e ai suoi occupanti, fra i quali i sopravvenuti Reggie e Ben. La responsabilità di Chaple nell'intero ordito si manifesta: egli aveva sempre nutrito invidia per Reggie e voleva eliminarlo dall'azienda, se non dalla professione. Ben era inconsapevole del tutto: si riappacifica con Reggie, mentre anche Lesley si presenta e si riunisce al marito. 